# Еван Гантер
Еван Гантер (англ. Evan Hunter, більш відомий за псевдонімом Ед Макбейн, англ. Ed McBain, ім'я при народженні Сальваторе Альберт Ломбіно, англ. Salvatore Albert Lombino; 15 жовтня 1926 — 6 липня 2005) — американський письменник детективного жанру, сценарист. Його романи про поліцейську дільницю 87-го округу стали одними з найвідоміших у жанрі поліцейського детектива (англ. police procedural). Володар кількох престижних літературних премій.

## Біографія
Народився в Нью-Йорку, сім'я жила в Гарлемі, а коли Сальваторе виповнилося 12 років, переїхала до Бронксу. Він вчився у середній школі Олінвілла, згодом — у середній школі Евандера Чайлдса, перш ніж виграти стипендію Ліги студентів мистецтва. Пізніше він був прийнятий як студент, вивчаючий мистецтва, до Cooper Union.
Ломбіно служив у військово-морських силах під час Другої світової війни і написав кілька оповідань, коли перебував на борту есмінця в Тихому океані. Однак жодне з цих оповідань не було опубліковано до тих пір, поки він не зарекомендував себе як відомий автор у 1950-х роках.
Після війни повернувся до Нью-Йорка і навчався в Гантерському коледжі, де він здобув спеціальність з англійської мови та психології, з другорядними предметами у драматургії та освіті, ставши членом Фі Бета Каппа в 1950 році. Він вів щотижневу колонку в газеті Hunter College як «S. A. Lombino». У 1981 році Ломбіно був введений до Залу слави Гантеровського коледжу за видатні професійні досягнення.
Прагнучи розпочати кар'єру письменника, Ломбіно працював на різноманітних роботах, зокрема 17 днів — викладачем у Бронкській професійній середній школі у вересні 1950 року. Цей досвід згодом ліг в основу його роману «Джунглі на дошці» (1954), який був адаптований у однойменному фільмі.

### Літературна діяльність
У 1951 році Ломбіно влаштувався на роботу як виконавчий редактор у літературному агентстві Скотта Мередіта, працюючи з такими авторами, як Пол Андерсон, Артур Кларк, Лестер дель Рей, Річард Пратер і Пелем Ґренвіль Вудгауз. Того ж року він написав свій перший професійний твір, науково-фантастичну казку під назвою «Ласкаво просимо, марсіани!».
Незабаром після першого продажу Ломбіно публікував твори під псевдонімами Еван Гантер і Гант Коллінз. Вважається, що ім'я Еван Гантер походить від двох шкіл, у яких він навчався, — середньої школи Евандера Чайлдса та коледжу Гантера, хоча сам автор ніколи цього не підтвердив, проте ствердив, що Гант Коллінз був похідним від коледжу Гантера. Ломбіно юридично змінив своє ім'я на Еван Гантер у травні 1952 року після того, як редактор сказав йому, що роман, який він написав, буде продаватися краще, якщо його автором буде саме Еван Гантер, аніж С. А. Ломбіно. Після цього він використовував ім'я Еван Гантер як особисто, так і професійно.

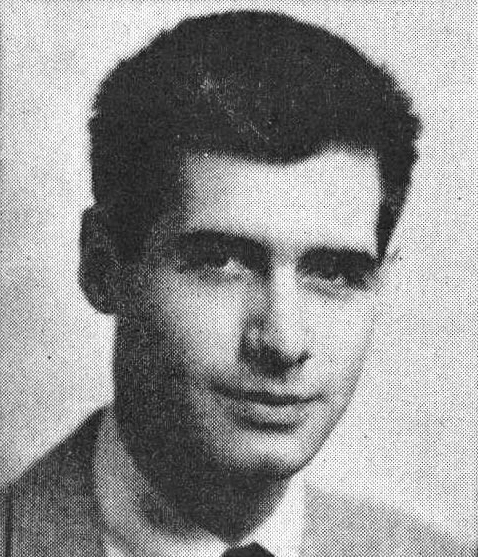
Еван Гантер у 1953 році

У ці часи Гантер також написав багато різнопланової жанрової літератури. Його агенти порадили йому, що публікувати занадто багато художньої літератури під прізвищем «Гантер» або публікувати будь-яку кримінальну літературу як Еван Гантер може послабити його літературну репутацію. Отже, протягом 1950-х років він використовував псевдоніми Курт Кеннон, Гант Коллінз і Річард Марстен для більшої частини своєї кримінальної літератури. Будучи плідним автором у кількох жанрах, він опублікував близько двох десятків оповідань і чотири романи між 1951 і 1956 роками під іменами С. А. Ломбіно, Еван Гантер, Річард Марстен, Д. А. Аддамс і Тед Тейн.
Ед Макбейн, його найвідоміший псевдонім, вперше був використаний у «Ненависнику поліцейських» (1956), першому романі з кримінальної серії про поліцейську дільницю 87-го округу. У 1958 році Гантер розповів, що псевдонім Макбейн продовжував використовувати протягом десятиліть, зокрема для детективних серіалів «87-й поліцейський округ» та про Метью Гоупа. Близько 1960 року він відмовився від псевдонімів Аддамс, Кеннон, Коллінз, Марстен і Тейн. Відтоді кримінальні романи зазвичай приписували Макбейну, а інші види художньої літератури — Гантеру. Перевидання кримінальних оповідань і романів, написаних у 1950-х роках, раніше підписаних іншими псевдонімам, було зроблено під псевдонімом Макбейна. Гантер заявив, що поділ імен дозволяє читачам знати, чого очікувати: романи Макбейна мали послідовний часовий стиль написання, тоді як романи Гантера були більш різноманітними.
Під прізвищем «Гантер» романи постійно з'являлися протягом 1960-х, 1970-х і початку 1980-х років, включаючи «Прийди зима» (1973) і «Ліззі» (1984). Гантер також був успішним як сценарист кіно і телебачення. Він написав сценарій до фільму Альфреда Гічкока «Птахи» (1963), адаптованого з однойменної новели Дафни дю Мор'є 1952 року. У процесі адаптації роману Вінстона Ґрема «Марні» (1961) для Гічкока, Гантер і режисер розійшлися щодо сцени зґвалтування, і письменника було звільнено. Серед інших сценаріїв Гантера — «Незнайомці, коли ми зустрічаємося» (1960), заснований на його власному романі 1958 року і «Фузз» (1972), заснований на його однойменному романі 1968 року, який він написав як Ед Макбейн.
Після того, як з 1956 по 1960 рік було опубліковано 13 романів про поліцейську дільницю 87-го округу, наступні романи з цієї серії з'являлися приблизно один раз на рік до його смерті.
З 1978 по 1998 рік Макбейн видав серію про юриста Метью Гоупа. Книги цієї серії з'являлися раз на рік-два, і зазвичай мали назви, похідні від відомих дитячих оповідань. Протягом приблизно десяти років, з 1984 по 1994 рік, Гантер не публікував жодної художньої літератури під своїм ім'ям. У 2000 році з'явився роман під назвою «Кенділенд», який приписували і Гантеру, і Макбейну. Роман, що складається з двох частин, відкрився психологічно обґрунтованим стилем Гантера, перш ніж перейти на звичайний поліцейський процедурний стиль Макбейна.
Окрім псевдоніма Макбейн, Гантер використав принаймні два інших псевдоніма для своєї художньої літератури після 1960 року: «Двері» (1975), який спочатку приписували Езрі Геннону, перш ніж був перевиданий як твір Макбейна, та «Ятаган» (1992), який приписували Джону Ебботу.
Гантер дав поради іншим авторам у своїй статті: «Покопайся та зроби це: безглузді поради від плідного автора (він же Ед Макбейн) щодо початку та завершення вашого роману». Він радив авторам «знайти свій голос, бо це найважливіше в будь-якому романі».

### Останні роки
Завзятий курець протягом багатьох десятиліть, Гантер переніс три серцеві напади протягом кількох років (перший у 1987 році) і йому стала потрібною операція на серці. У 1992 році на його гортані було виявлено передракове ураження. Воно було усунене, але пізніше проблема повернулася, і Гантер помер від раку гортані у 2005 році у віці 78 років у Вестоні, штат Коннектикут.

### Сім'я
У нього троє синів: Річард Гантер, автор, спікер, радник директорів з інформаційних технологій з питань цінності бізнесу та ризиків, а також гравець на губній гармоні; Марк Гантер, академік, педагог, репортер-розслідувач і автор; і Тед Гантер, художник, який помер у 2006 році.

### Порнографічні романи
Довгий час ходили чутки, що Гантер написав невідому кількість порнографічних романів, як Дін Гадсон, для видавництв Вільяма Гемлінга. Сам Гантер категорично і постійно заперечував, що писав будь-які книги як Гадсон аж до своєї смерті. Однак, очевидно, його агент Скотт Мередіт продавав книги компанії Гемлінга як роботу Гантера і отримував гроші за ці книги готівкою. Хоча це й примітно, саме по собі це не є остаточним доказом: Мередіт майже напевно надсилав Гемлінгу романи будь-якої кількості авторів, стверджуючи, що ці романи Гантер написав лише для продажу. Дев'яносто три романи були опубліковані під ім'ям Гадсона в період з 1961 по 1969 рік, і навіть найзавзятіші прихильники теорії Гантера як Гадсона не вважають, що саме Гантер відповідальний за всі 93.

## Твори

### Твори Еда Макбейна

#### Серія 87-ї поліцейської дільниці
- Cop Hater[en] (Вбивця поліцейських) (1956);
- The Mugger[en] (Грабіжник) (1956);
- The Pusher (Дилер) (1956);
- The Con Man (Шахрай) (1957);
- Killer's Choice (Вибір вбивці) (1958);
- Killer's Payoff[en] (Розплата вбивці) (1958);
- Lady Killer (Вбивця леді) (1958);
- Killer's Wedge (Клин вбивці) (1959);
- 'til Death (До смерті) (1959);
- King's Ransom[en] (Викуп Кінга) (1959);
- Give the Boys a Great Big Hand (Протягніть хлопцям велику руку) (1960);
- The Heckler (Геклер[7]) (1960);
- See Them Die (Дивись, як вони помирають) (1960);
- Lady, Lady I Did It! (Пані, пані, я це зробив!) (1961);
- Like Love (Як любов) (1962);
- Ten Plus One (10+1) (1963);
- Ax (Топор) (1964);
- He Who Hesitates (Той, хто вагається) (1964);
- Doll (Кукла) (1965);
- 80 Million Eyes (80 мільйонів очей) (1966);
- Fuzz (Нечіткий) (1968);
- Shotgun[en] (Обріз) (1969);
- Jigsaw (Пилка) (1970);
- Hail, Hail the Gang's All Here (Вітаємо, вітаємо усю банду) (1971);
- Let's Hear It for the Deaf Man (Хай це почує глухий) (1972);
- Sadie When She Died (Коли померла Седі) (1972);
- Hail to the Chief (Привіт шефу) (1973);
- Blood Relatives (Кровні родичі) (1975);
- So Long as You Both Shall Live (Так довго, поки ви обидва будете жити) (1976);
- Long Time No See (Давно не бачилися) (1977);
- Calypso (Каліпсо) (1979);
- Ghosts (Привиди) (1980);
- Heat (Спека) (1981);
- Ice (Лід) (1983);
- Lightning (Блискавка) (1984);
- And All Through the House (І все через будинок) (1984);
- Eight Black Horses (Вісім чорних коней) (1985);
- Poison (Отрута) (1987);
- Tricks (Хитрощі) (1987);
- Lullaby (Колискова) (1989);
- Vespers (Вечірня) (1990);
- Widows (Вдови) (1991);
- Kiss (Поцілунок) (1992);
- Mischief (Пустощі) (1993);
- Romance (Романс) (1995);
- Nocturne (Ноктюрн) (1997);
- The Big Bad City (Велике погане місто) (1999);
- The Last Dance (Останній танок) (2000);
- Money, Money, Money (Гроші, гроші, гроші) (2001);
- Fat Ollie's Book (Книга жирного Оллі) (2002)
- The Frumious Bandersnatch (Жорстокий бузогриз) (2003)
- Hark! (Нічичирк!) (2004)
- Fiddlers (Скрипалі) (2005)

#### Романи з Метью Гоупом
- Goldilocks (Златовласка) (1978)
- Rumpelstiltskin (Румпельштіхен) (1981)
- Beauty & The Beast (Красуня і чудовисько) (1982)
- Jack & The Beanstalk (Джек і бобове стебло) (1984)
- Snow White & Rose Red (Білосніжка та Розочка) (1985)
- Cinderella (Попелюшка) (1986)
- Puss in Boots (Кіт у чоботях) (1987)
- The House that Jack Built (Дім, який збудував Джек) (1987)
- Three Blind Mice (Троє сліпих мишенят) (1988)
- Mary, Mary (Мері, Мері) (1989)
- There Was A Little Girl (Це була маленька дівчинка) (1990)
- Gladly the Cross-Eyed Bear (З радістю Косоокий Ведмідь) (1996)
- The Last Best Hope (Остання найкраща надія) (1998)

#### Інші романи
- April Robin Murders (Вбивства Ейпріл Робін) (1958) (із Крейгом Райсем)
- The Sentries (Вартові) (1965)
- Where There's Smoke (Де є дим) (1973)
- Guns (Рушниці) (1976)
- Tomorrow and Tomorrow (Завтра і завтра) (1979)
- Another Part of the City (Інша частина міста) (1986)
- Downtown (Центр міста) (1991)
- Driving Lessons (Уроки водіння) (2000)
- Alice in Jeopardy (Аліса в небезпеці) (2005)

### Твори Евана Гантера
- The Evil Sleep (Зло спить) (1952)
- Don't Crowd Me (Не штовхай мене у натовп) (1955)
- The Blackboard Jungle (Асфальтові джунглі) (1956)
- The Jungle Kids (Діти джунглів) (1956) (збірка оповідань)
- A Matter of Conviction (Справа переконань) (1959)
- The Last Spin and Other Stories (Останній оберт та інші історії) (1960) (збірка оповідань)
- Happy New Year, Herbie and Other Stories (З Новим роком, Гербі та інші історії) (1963) (збірка оповідань)
- A Horse's Head (Голова коня) (1968)
- Nobody Knew They Were There (Ніхто не знав, що вони там) (1971)
- Every Little Crook and Nanny (Кожен маленький шахрай і няня) (1972)
- The Easter Man and Six Stories (Пасхальна людина і шість оповідань) (1972) (збірка оповідань)
- Lizzie (Ліззі) (1984)
- Criminal Conversation (Кримінальна розмова) (1994)
- Privileged Conversation (Привілейована розмова) (1996)
- Candyland (Країна цукерок) (2001)
- The Moment She Was Gone (Момент, коли її не стало) (2002)

### Як Джон Еббот
- Scimitar (Ятаган) (1992)

### Як Курт Кеннон
- I Like 'Em Tough (Мені подобається Ем Ту) (1958)
- I'm Cannon — for Hire (Я Кеннон — за наймом) (1958)

### Як Гант Коллінз
- Cut Me In (Видаліть мене з) (1954)

### Як Езра Геннон
- Doors (Двері) (1975)

### Як Річард Марстен
- Runaway Black (Втікач Блек) (1954)
- Murder in the Navy (Вбивство на флоті) (1955)
- The Spiked Heel (Каблук із шипами) (1956)
- Vanishing Ladies (Зникаючі дами) (1957)
- Even the Wicked (Навіть злий) (1958)
- Big Man (Великий чоловік) (1959)

## Екранізації його творів
- 1955 — «Шкільні джунглі» (за однойменним романом)
- 1958 — «Той, хто ненавидить поліцейських» (за однойменним романом)
- 1958 — «Грабіжник» (за однойменним романом)
- 1960 — «Збувач» (за однойменним романом)
- 1963 — «Рай та пекло» (за романом «Викуп Кінга»)
- 1966 — «Містер Буддвінг» (за романом «Буддвінг»)
- 1969 — «Літо, що минуло» (за однойменним романом)
- 1971 — «Без видимих причин» (за романом «Десять плюс один»)
- 1972 — «Маленький шахрай і няня» (за однойменним романом)
- 1972 — «Лягаві» (за однойменним романом)
- 1978 — «Кровні узи» (за однойменним романом)
- 1981 — «Самотнє серце» (за романом «Леді, леді, це я!»)
- 2025 — «З вершин до низин» (за романом «Викуп Кінга»)